# Abeille (héraldique)

Un exemple d'abeille employée comme figure héraldique.

L'abeille, anciennement blasonnée mouche à miel, est un meuble héraldique représentant indifféremment une abeille, un bourdon, une guêpe, un frelon ou tout insecte similaire. Étant un élément incontournable de la vie quotidienne, longtemps source unique de sucre et de cire (pour les cierges), l'abeille apparaît naturellement dans des blasons. L'abeille héraldique est par défaut représentée de dos, en pal, les ailes posées sur le corps, les pattes et les antennes bien visibles,. Elle peut l'être aussi ailes écartés, dans la même position, une version dite « volante ». La ruche est également utilisée comme motif.
L'abeille est notamment l'emblème de la famille Barberini, puissante en Italie au XVIIe siècle. En 1804, Napoléon Ier choisit les abeilles comme symbole impérial personnel, utilisant le graphisme préexistant de l'héraldique, sans se référer aux diverses formes antérieures et sans justifier d'un quelconque symbolisme. Sous le règne de Napoléon III, ce motif de l'héraldique napoléonienne prend un sens avec la révolution industrielle, devenant le symbole des « classes laborieuses » protégées par l'empereur : l'abeille se vit, selon l'écrivain Jean-François Demange, « l'infatigable travailleuse travaillant au profit de la communauté ». 

## Blasons comportant des abeilles

### Abeilles simples

blason d'Urbain VIII

### Abeilles «d'Empire»
Concerne les chefs à trois abeilles d'or (Bonne ville de l'Empire français) ou les semés d'abeilles d'or

Blason de Brême détourné sous l'Empire (1811–1813)
Armoiries de la Réunion, non officielles, au quartier évoquant l'Empire.

### Abeilles volantes
Concerne les abeilles ailles décollées du corps, accompagnant ou non une ruche).

Blason de Bichkek en 1908
Blason de La Chaux-de-Fonds
Blason de Deutsch Knönitz
Blason de Djankoï
Blason de Kirchenpingarten
Blason de Klimavitchy
Blason de la Commune de Lubrza
Blason de la commune de Świerczów
Blason de Simferopol
Blason de Tambow
Blason de l'Oblast de Tambov
Borne (Overijssel)
Hengelo (Overijssel), divisé avec Garbe
Ruche dans le Sceau de l'Utah/États-Unis

### Divers
Concerne le abeilles dans des positions blasonnable autres que volantes, les ruches sans abeilles, les métiers en rapport avec les abeilles, ou placées dans les ornements extérieurs.

Blason de la commune de Feucht avec des apiculteurs
Blason de Korb
Blason de Manchester